# Cristiane Justino
Cristiane Justino Venancio, meglio conosciuta come Cris Cyborg (Curitiba, 9 luglio 1985), è una lottatrice di arti marziali miste e thaiboxer brasiliana.
Ha combattuto nell'organizzazione statunitense UFC, dove è stata campionessa dei pesi piuma dal 2017 al 2018; attualmente combatte nelle federazione Bellator precedentemente è stata campionessa di categoria anche nelle federazioni Strikeforce e Invicta FC. Per il sito specializzato MMARising.com, Cris Cyborg è la seconda lottatrice più forte del mondo nella classifica pound for pound.

## Biografia
È attiva come thaiboxer nell'organizzazione di Las Vegas Lion Fight, nella quale ha lottato per il titolo dei pesi welter nel 2014 venendo sconfitta dalla pluricampionessa olandese Jorina Baars. È stata la prima ed unica campionessa dei pesi piuma Strikeforce avendo vinto il titolo nel 2009, titolo che difese con successo per due volte fino alla revoca dello stesso e alla sospensione di un anno nel 2012 causa doping.
È stata premiata Female Fighter of the Year ai Fighters Only World MMA Awards nel 2009 e 2010, nonché Featherweight of the Year ai Women's Mixed Martial Arts Awards nel 2009, nel 2010 e nel 2013 e Favourite Female Fighter nel 2011.
Vanta anche un curriculum di tutto rispetto nel submission grappling grazie alla medaglia di bronzo conquistata all'ADCC Submission Wrestling World Championship del 2009 e ai due mondiali di jiu jitsu brasiliano per le cinture viola vinti nel 2011 e nel 2012. È l'ex moglie del collega e connazionale Evangelista Santos, anch'egli soprannominato "Cyborg": fino al divorzio avvenuto nel dicembre 2011 Cristiane portava il cognome del marito. Fino al 2014 il suo manager era la leggenda dell'UFC Tito Ortiz.

## Caratteristiche tecniche
Cristiane si allena nella Muay thai sotto la guida di Rafael Cordeiro e ha ottenuto la cintura marrone in jiu jitsu brasiliano sotto André Galvão.
È nota per il suo stile di striking potente e aggressivo, che spesso l'ha portata a vittorie per KO o KO tecnico; sfrutta egregiamente la sua potenza anche per avere la meglio nei clinch e nel difendersi dai tentativi di takedown delle avversarie, nonostante sia molto valida anche nella lotta a terra.

## Carriera negli sport da combattimento

### Inizi
Prima di iniziare con le arti marziali miste Cristiane era una giocatrice di pallamano di buon livello; successivamente venne scoperta dall'esperto di arti marziali Rudimar Fedrigo che iniziò ad allenarla nella sua palestra Chute Boxe. Cristiane esordì da professionista nel 2005 con alcuni tornei organizzati nella sua città, Curitiba: l'esordio contro Erica Paes fu negativo e venne sconfitta in meno di due minuti per sottomissione. Si riscattò al torneo Storm Samurai vincendo quattro incontri di fila.

### Elite Xtreme Combat e Strikeforce
Nel 2008 esordì negli Stati Uniti con la promozione EliteXC, dove sconfisse due avversarie di livello come Shayna Baszler e Yoko Takahashi, mentre nel 2009 firmò un contratto con l'organizzazione Strikeforce, la numero uno del continente americano per le MMA femminili, e al suo esordio contro Hitomi Akano vinse per KO tecnico e mise a segno un record personale di 7-1.
Il 15 agosto 2009 avvenne l'incontro della storia per le arti marziali miste femminili: infatti la Strikeforce istituì una cintura per i pesi piuma femminili e le due contendenti designate furono Cristiane Santos e la statunitense Gina Carano, al tempo un vero e proprio simbolo delle arti marziali femminili. Inoltre la sfida in questione fu il main event della serata denominata "Strikeforce: Carano vs. Cyborg", benché la stessa sera fossero programmati altri due incontri per il titolo che vedevano nell'ottagono lottatori come Gegard Mousasi, Gilbert Melendez, Renato Sobral e Mitsuhiro Ishida, oltre ad altri incontri di prima linea con fighter come Fabrício Werdum. Cris Cyborg vinse l'incontro per KO tecnico ad un secondo dal termine del primo round, divenendo quindi la prima campionessa Strikeforce dei pesi piuma; tale incontro ottenne il riconoscimento Headline of the Year ai 2009 Women's Mixed Martial Arts Awards. In seguito Cristiane difese il titolo dalla top fighter Marloes Coenen e da Jan Finney con due KO.
Il 17 dicembre 2011 riuscì agevolmente nella sua terza difesa del titolo contro la giapponese Hiroko Yamanaka, liquidandola in soli 16 secondi, ma il 6 gennaio 2012 Cristiane venne trovata positiva agli steroidi anabolizzanti: il risultato dell'incontro venne cambiato in un No Contest, il titolo dei pesi piuma Strikeforce venne lasciato vacante e la lottatrice venne sospesa per un anno; fu un mese difficile per Cristiane anche dal punto di vista sentimentale, in quanto divorziò dal marito Evangelista Santos e tornò ad utilizzare il cognome di famiglia Justino.
Con la cessata attività da parte della Strikeforce e la fusione dei roster dei lottatori con quelli dell'UFC Cristiane "Cyborg" Justino venne indicata come la rivale numero uno della campionessa dei pesi gallo Ronda Rousey per un futuro superfight al femminile nella più importante promozione di MMA del mondo, ma a seguito di una visita medica per Cristiane fu chiaro che non poteva scendere nei pesi gallo senza rischi di salute.
Nel febbraio 2013 l'UFC tolse Cristiane Justino dal proprio roster dei pesi gallo femminili.

### Invicta FC e Lion Fight
A seguito dell'impossibilità di proseguire la propria carriera in UFC la Cyborg firmò un contratto con la prestigiosa promozione tutta al femminile Invicta FC, nella quale avrebbe potuto continuare a competere nella divisione dei pesi piuma.
Esordì nell'aprile 2013 con una veloce vittoria per KO tecnico contro la lottatrice di sambo australiana Fiona Muxlow, vittoria grazie alla quale ottenne la possibilità di lottare per il titolo di categoria.
La sfida per il neonato titolo dei pesi piuma Invicta FC fu un rematch contro l'ex campionessa dei pesi gallo Strikeforce Marloes Coenen e avvenne il 13 luglio 2013 con l'evento Invicta FC 6: Coenen vs. Cyborg: Cristiane risultò ancora una volta dominante con uno striking maggiormente tecnico e dando dimostrazione di ottime abilità anche nella lotta e di un ottimo cardio, portando più volte l'avversaria a terra e finalizzandola durante il quarto round per mezzo di un ground and pound; Cris Cyborg divenne così la prima campionessa dei pesi piuma Invicta FC.
In agosto avrebbe dovuto concedersi anche ad una manifestazione di muay thai a Chiang Mai dove avrebbe dovuto affrontare nella stessa sera la francese Angelique Pitiot e l'italiana Annalisa Bucci, ma i match saltarono; nonostante ciò Cris venne ingaggiata per un ulteriore incontro di thai boxe contro la ceca Martina Jindrova (record: 17-5) in settembre all'evento Lion Fight 11, ospitato a Las Vegas: Jindrova non poté essere dell'incontro e venne sostituita con l'imbattuta francese Jennifer Colomb (record: 10-0); Cris s'impose nettamente sull'avversaria.
Nel 2014 Cris si disse disponibile a provare a scendere nella categoria dei pesi gallo per tentare l'assalto prima al titolo di categoria dell'Invicta FC e poi a quello dell'UFC che era saldamente nelle mani della rivale Ronda Rousey.
Quell'anno lottò per il titolo dei pesi welter di muay thai per la promozione Lion Fight contro la pluricampionessa olandese Jorina Baars (record: 35-0-3), subendo una sconfitta ai punti: Cyborg non veniva sconfitta in una competizione ufficiale di uno sport da combattimento dal 2009, quando prese parte al torneo di grappling dell'ADCC.
In dicembre avrebbe dovuto esordire nella divisione dei pesi gallo con il decimo evento della promozione Invicta FC, ma Cyborg diede forfait causa rottura del legamento peroneo-astragalico anteriore di uno dei piedi e successivamente rese nota la propria intenzione di restare nei pesi piuma.
Nel febbraio del 2015 difese per la prima volta il proprio titolo Invicta FC con una veloce vittoria per KO su Charmaine Tweet. Mentre il 9 luglio 2015 affrontò Faith Van Duin, sconfiggendola per KO tecnico al primo round con una ginocchiata al corpo e finalizzato con una serie di pugni, difendendo così il titolo per la terza volta.
A gennaio del 2016 difese il proprio titolo contro la russa Daria Ibragimova, sconfiggendola per KO a 2 secondi dalla fine del primo round.

### Ultimate Fighting Championship
Venne annunciata la sua firma per la promozione americana Ultimate Fighting Championship. Tuttavia, per poter competere in UFC dovrà rientrare nei limiti della categoria dei pesi gallo, ovvero 61,2 kg. Cyborg debuttò all'evento UFC 198 contro Leslie Smith, in un incontro valido per la categoria catchweight 63,5. Dopo poco più di 1 minuto dall'inizio del match, la Justino andò a segno con una serie di ganci che portarono al tappeto la Smith, da questa posizione pose fine all'incontro con il ground and pound.
A settembre del 2016 affrontò al suo secondo incontro in UFC la nuova arrivata Lina Lansberg, in un incontro di 5 round valido per la categoria catchweight con limite massimo di 63,5 kg. Alla prima ripresa la brasiliana fece valere la sua forza fisica, schiacciando l'avversaria contro la gabbia e colpendola con pugni e ginocchiate al corpo. Al secondo round, la Justino cominciò ad eseguire varie combinazioni in piedi e dopo aver atterrato la Lasnberg al tappeto, riuscì a chiudere il match con il ground and pound.

#### Campionessa dei pesi piuma UFC
Nel marzo 2017 rende vacante il titolo Invicta e sfida la campionessa dei pesi piuma UFC Germaine de Randamie per il titolo; la Randamie tuttavia si rifiuta di affrontare la Justino, citando i suoi trascorsi problemi di doping, e viene privata del titolo nel giugno 2017. Cyborg avrebbe quindi dovuto affrontare Megan Anderson per la cintura vacante, ma quest'ultima dovette rinunciare a causa di problemi personali; l'incontro per il titolo avvenne quindi contro la campionessa Invicta Tonya Evinger, che la Justino riesce a mettere KO al terzo round vincendo così il suo primo titolo UFC.
Il 30 dicembre difende il titolo contro l'ex campionessa dei pesi gallo Holly Holm vincendo il match per decisione unanime e ottenendo il premio Fight of the Night; il 3 marzo 2018 difende di nuovo il titolo contro la russa Yana Kunitskaya.
Il 29 dicembre 2018 affronta la connazionale Amanda Nunes, campionessa dei pesi gallo, per decretare la prima doppia campionessa della storia della UFC; dopo soli 51 secondi, tuttavia, Cris Cyborg viene sorprendentemente sconfitta per KO (il primo in carriera), perdendo quindi il titolo e l'imbattibilità che durava da ben tredici anni.
Torna a combattere il 27 luglio 2019, imponendosi per decisione unanime su Felicia Spencer.

## Risultati nelle arti marziali miste
| Risultato  | Record   | Avversario       | Metodo                           | Evento                               | Data              | Round | Tempo | Città                        | Note |
| ---------- | -------- | ---------------- | -------------------------------- | ------------------------------------ | ----------------- | ----- | ----- | ---------------------------- | --- |
| Vittoria   | 26-2 (1) | Arlene Blencowe  | Decisione (unanime)              | Bellator 279                         | 23 aprile 2022    | 5     | 5:00  | Honolulu, Stati Uniti        | |
| Vittoria   | 25–2 (1) | Sinead Kavanagh  | KO (pugni)                       | Bellator 271                         | 27 novembre 2021  | 1     | 1:32  | Hollywood, Stati Uniti       | Difende il titolo dei pesi piuma femminile Bellator                                                                                                |
| Vittoria   | 24-2 (1) | Leslie Smith     | KO tecnico (pugni)               | Bellator 259: Cyborg vs. Smith 2     | 21 maggio 2021    | 5     | 4:51  | Uncasville, Stati Uniti      | Difende il titolo pesi piuma femminile Bellator |
| Vittoria   | 23-2 (1) | Arlene Blencowe  | Sottomissione (rear-naked choke) | Bellator 249: Cyborg vs. Blencowe    | 15 ottobre 2020   | 2     | 2:36  | Uncasville, Stati Uniti      | Difende il titolo pesi piuma femminile Bellator |
| Vittoria   | 22-2 (1) | Julia Budd       | KO tecnico (pugni)               | Bellator 238: Budd vs. Cyborg        | 25 gennaio 2020   | 4     | 1:14  | Inglewood, Stati Uniti       | Vince il titolo pesi piuma femminile Bellator |
| Vittoria   | 21-2 (1) | Felicia Spencer  | Decisione (unanime)              | UFC 240: Holloway vs. Edgar          | 27 luglio 2019    | 3     | 5:00  | Edmonton, Canada             | |
| Sconfitta  | 20-2 (1) | Amanda Nunes     | KO (pugni)                       | UFC 232: Jones vs. Gustafsson 2      | 29 dicembre 2018  | 1     | 0:51  | Inglewood, Stati Uniti       | Perde il titolo dei pesi piuma femminili UFC |
| Vittoria   | 20-1 (1) | Yana Kunitskaya  | KO Tecnico (pugni)               | UFC 222: Cyborg vs. Kunitskaya       | 3 marzo 2018      | 1     | 3:25  | Las Vegas, Stati Uniti       | Difende il titolo dei pesi piuma femminili UFC |
| Vittoria   | 19-1 (1) | Holly Holm       | Decisione (unanime)              | UFC 219: Cyborg vs. Holm             | 30 dicembre 2017  | 5     | 5:00  | Paradise, Stati Uniti        | Difende il titolo dei pesi piuma femminili UFC, Fight of the Night                                                                                 |
| Vittoria   | 18-1 (1) | Tonya Evinger    | KO Tecnico (ginocchiate)         | UFC 214: Cormier vs. Jones 2         | 29 luglio 2017    | 3     | 1:56  | Anaheim, Stati Uniti         | Vince il titolo dei pesi piuma femminili UFC |
| Vittoria   | 17-1 (1) | Lina Lansberg    | KO Tecnico (pugni)               | UFC Fight Night: Cyborg vs. Lansberg | 24 settembre 2016 | 2     | 2:29  | Brasilia, Brasile            | Incontro catchweight (140 libbre) |
| Vittoria   | 16-1 (1) | Leslie Smith     | KO Tecnico (pugni)               | UFC 198: Werdum vs. Miocic           | 14 maggio 2016    | 1     | 1:21  | Curitiba, Brasile            | Incontro catchweight (140 libbre) |
| Vittoria   | 15-1 (1) | Daria Ibragimova | KO (pugni)                       | Invicta FC 15: Cyborg vs. Ibragimova | 16 gennaio 2016   | 1     | 4:48  | Costa Mesa, Stati Uniti      | Difende il titolo dei pesi piuma Invicta FC |
| Vittoria   | 14-1 (1) | Faith van Duin   | KO Tecnico (pugni)               | Invicta FC 13: Cyborg vs. Van Duin   | 9 luglio 2015     | 1     | 0:45  | Las Vegas, Stati Uniti       | Difende il titolo dei pesi piuma Invicta FC |
| Vittoria   | 13-1 (1) | Charmaine Tweet  | KO Tecnico (pugni)               | Invicta FC 11: Cyborg vs. Tweet      | 27 febbraio 2015  | 1     | 0:46  | Los Angeles, Stati Uniti     | Difende il titolo dei pesi piuma Invicta FC |
| Vittoria   | 12-1 (1) | Marloes Coenen   | KO Tecnico (pugni)               | Invicta FC 6: Coenen vs. Cyborg      | 13 luglio 2013    | 4     | 4:02  | Kansas City, MO, Stati Uniti | Vince il titolo dei pesi piuma Invicta FC |
| Vittoria   | 11-1 (1) | Fiona Muxlow     | KO Tecnico (colpi)               | Invicta FC 5: Penne vs. Waterson     | 5 aprile 2013     | 1     | 3:46  | Kansas City, MO, Stati Uniti | Debutto in Invicta FC |
| No Contest | 10–1 (1) | Hiroko Yamanaka  | No Contest (doping)              | Strikeforce: Melendez vs. Masvidal   | 17 dicembre 2011  |       |       | San Diego, Stati Uniti       | La vittoria per KO tecnico della Justino venne convertita in No-contest con conseguente perdita del titolo a causa della positività all'antidoping |
| Vittoria   | 10–1     | Jan Finney       | KO (ginocchiata al corpo)        | Strikeforce: Fedor vs. Werdum        | 26 giugno 2010    | 2     | 2:56  | San Jose, Stati Uniti        | Difende il titolo dei pesi piuma Strikeforce |
| Vittoria   | 9–1      | Marloes Coenen   | KO Tecnico (pugni)               | Strikeforce: Miami                   | 30 gennaio 2010   | 3     | 3:40  | Sunrise, Stati Uniti         | Difende il titolo dei pesi piuma Strikeforce |
| Vittoria   | 8–1      | Gina Carano      | KO Tecnico (pugni)               | Strikeforce: Carano vs. Cyborg       | 15 agosto 2009    | 1     | 4:59  | San Jose, Stati Uniti        | Vince il titolo dei pesi piuma Strikeforce |
| Vittoria   | 7–1      | Hitomi Akano     | KO Tecnico (pugni)               | Strikeforce: Shamrock vs. Diaz       | 11 aprile 2009    | 3     | 0:35  | San Jose, Stati Uniti        | Debutto in Strikeforce |
| Vittoria   | 6–1      | Yoko Takahashi   | Decisione (unanime)              | EliteXC: Heat                        | 4 ottobre 2008    | 3     | 3:00  | Sunrise, Stati Uniti         | |
| Vittoria   | 5–1      | Shayna Baszler   | KO Tecnico (pugni)               | EliteXC: Unfinished Business         | 26 luglio 2008    | 2     | 2:48  | Stockton, Stati Uniti        | |
| Vittoria   | 4–1      | Marise Vitoria   | KO Tecnico (pugni e pestoni)     | Storm Samurai 12                     | 25 novembre 2006  | 1     | 1:27  | Curitiba, Brasile            | |
| Vittoria   | 3–1      | Elaine Santiago  | KO Tecnico (stop medico)         | Storm Samurai 11                     | 21 maggio 2006    | 1     | 2:46  | Curitiba, Brasile            | |
| Vittoria   | 2–1      | Chris Schroeder  | KO Tecnico (pugni)               | Storm Samurai 10                     | 28 gennaio 2006   | 1     | -     | Curitiba, Brasile            | |
| Vittoria   | 1–1      | Vanessa Porto    | Decisione (unanime)              | Storm Samurai 9                      | 20 novembre 2005  | 3     | 5:00  | Curitiba, Brasile            | |
| Sconfitta  | 0–1      | Erica Paes       | Sottomissione (doppio kneebar)   | Show Fight 2                         | 17 maggio 2005    | 1     | 1:46  | Curitiba, Brasile            | |

## Risultati nel muay thai
| Risultato | Record | Avversario      | Metodo              | Evento                | Data              | Round | Tempo | Città                  | Note                                     |
| --------- | ------ | --------------- | ------------------- | --------------------- | ----------------- | ----- | ----- | ---------------------- | ---------------------------------------- |
| Sconfitta | 2-1    | Jorina Baars    | Decisione (unanime) | Lion Fight 14         | 28 marzo 2014     | 5     | 3:00  | Las Vegas, Stati Uniti | Per il titolo dei Pesi Welter Lion Fight |
| Vittoria  | 2–0    | Jennifer Colomb | KO Tecnico (pugni)  | Lion Fight 11         | 20 settembre 2013 | 3     | 0:54  | Las Vegas, Stati Uniti | Debutto in Lion Fight                    |
| Vittoria  | 1–0    | Edna Gloria     | KO                  | Estimulo de Muay Thai | 21 ottobre 2006   | 1     | 1:30  | Curitiba, Brasile      |                                          |

## Filmografia
- Fight Valley, regia di Rob Hawk (2016)